# Handlungsorientierung (Fremdsprachenunterricht)
Handlungsorientierter Fremdsprachenunterricht als Sonderform des handlungsorientierten Unterrichts soll die Schüler befähigen, in der Fremdsprache zu kommunizieren, um damit bestimmte Ziele zu verfolgen (vgl. Handlungskompetenz):
- eine Beziehung zum Gesprächspartner herstellen
- Ideen, Emotionen, Erfahrungen, Kenntnisse, Wünsche usw. übermitteln
- persönlich relevante Inhalte „verhandeln“
- und damit bestimmte Handlungsreaktionen beim Kommunikationspartner auslösen.

Methodisch wird dieses Ziel dadurch angegangen, dass die Schüler mit einem Partner oder in einer Gruppe an bestimmten Aufgaben arbeiten und dabei die genannten kommunikativen Ziele verfolgen (learning by doing, konkret: learning by communicating).

## Handlungsorientierung im Fremdsprachenunterricht

### Zum Begriff der Handlungsorientierung
Handlungsorientierung im Fremdsprachenunterricht kann unter einem Zielaspekt und einem Methodenaspekt definiert werden.
- Unter dem Zielaspekt besagt der Begriff, dass Schüler fremdsprachliche Handlungskompetenz zunächst für die schulische, darüber hinaus aber auch für die außer- und nachschulische Lebenswelt entwickeln sollen.
- Methodisch wird dieses Ziel über ein aufgabenorientiertes („task-based“) learning through interaction verfolgt, bei dem die Schüler im Rahmen „authentischer“ Situationen bzw. Aufgabenstellungen inhaltlich engagiert mündlich oder schriftlich kommunizieren („handeln“).[3]

Um dies zu ermöglichen, soll der Unterricht für lebensnahe Kommunikations- und Lernprozesse geöffnet werden, was aber eine in diese Richtung zielende Unterrichtsplanung nicht ausschließt. Denn auch Offenheit und Handlungsorientierung sind in der Schulsituation nicht von vornherein gegeben, sondern müssen geplant und aktiv angestrebt werden.
Darüber hinaus wird in handlungsorientierten Unterrichtsphasen, anders als in formalen Übungs- und Testsituationen, dem kommunikativen Erfolg mehr Bedeutung beigemessen als der formalen Korrektheit. Allerdings setzt sprachliche Handlungsfähigkeit auch sprachlich-formale Teilkompetenzen voraus. Im Gegensatz zu traditionelleren, linearen Unterrichtskonzepten, wo sich erst an die Übungsphase die Kommunikations- oder Transferphase anschließt, bewertet die hier dargestellte Konzeption eines handlungsorientierten Fremdsprachenunterrichts von Beginn des Unterrichts an beide Komponenten – Handlungskompetenz und sprachlich-formale Teilkompetenzen – deshalb als gleichrangig.
Die Entwicklung sprachlicher Handlungskompetenz wird vor allem durch die Verwendung von möglichst wenig vorstrukturierten Lernsituationen und Lernmaterialien begünstigt, die zur inhaltlichen und sprachlichen Auseinandersetzung anregen (z. B. Fotos, Graphiken, Kurzgeschichten, Nachrichten, Werbespots und -texte, Leserbriefe, Texte aus dem Internet). Sie sollen Freiräume zum Umgang mit vertrauten und neuen sprachlichen Formen bieten (z. B. Partner- und Gruppenarbeit, Spiele, Stillarbeit). Es können auch ganze Unterrichtseinheiten (Frei- bzw. Wochenplanarbeit, Projektunterricht) oder der gesamte Unterricht (Lernen durch Lehren) handlungsorientiert strukturiert werden.

### Öffnung des Unterrichts
Öffnung des Fremdsprachenunterrichts muss auf zwei Ebenen stattfinden:
- Inhaltliche und institutionelle Öffnung:

Der Unterricht ermöglicht es den Schülern zumindest ansatzweise, auch ihre Schul- und Klassensituation als offene Lebenswelt zu sehen und durch das Medium der fremden Sprache neu zu erfahren. Darüber hinaus gibt ihnen die prinzipielle Offenheit von (bedeutsamen) Textinhalten Gelegenheit zu individuellen Erfahrungen und entsprechenden Äußerungen, die vom Lehrer her nicht planbar sind. Und schließlich greift der Unterricht so oft es geht über die Grenze des eigenen Faches (Projektarbeit, fächerübergreifender Unterricht, bilingualer Sachfachunterricht) sowie über die Grenzen des Klassenzimmers und der Schule hinaus (außerschulisches Handeln).
- Curriculare und methodische Öffnung:

Der Unterricht fördert Schülerinitiativen und Eigenverantwortlichkeit für die Wahl zielorientierter Aktivitäten und die Arbeits- und Zeiteinteilung (bis hin zur Aufstellung von Wochenplänen) sowie Zugriffsmöglichkeit auf authentische Materialien und andere, auch technologische, Ressourcen.
Eine strikte Steuerung fremdsprachlicher Lernprozesse würde zu starren Lehrplänen und Lehrwerken führen, in denen Lerninhalte nach didaktischen Prinzipien ausgewählt und nach linearen Phasenmodellen gestuft, Lern und Übungssituationen am grünen Tisch vorweg geplant und arrangiert und Lern(um)wege, die sich aus den jeweils eigenen Voraussetzungen und Lernstrategien der Schüler ergeben sollten, eingeebnet und abgekürzt werden. Ein solcher Fremdsprachenunterricht lässt jedoch nicht nur Chancen für Kommunikation ungenutzt, er nutzt auch nicht neuere Erkenntnisse über die natürlichen Sprachlernvoraussetzungen und Spracherwerbsstrategien des Kindes. Die Bandbreite der Möglichkeiten, sie in einem handlungsorientierten Unterricht umzusetzen, ist groß, vor allem im frühbeginnenden Fremdsprachenunterricht. Ebenso wenig nutzt ein fremdsprachlicher Unterricht, der auf das Prinzip der absoluten Steuerbarkeit von Lernprozessen setzt und so Lernerfolge garantieren möchte, die von einem engagiert handelnden Lerner individuell eingebrachten Strategien, ob in Lernszenarien, bei der Arbeit mit den vielfältigen elektronischen Medien oder bei produktionsorientierter Textarbeit. Handlungsorientiert unterrichten heißt also auch, über das bloße Arrangement unterrichtlicher und außerunterrichtlicher Handlungssituationen und das Schaffen von „Kommunikationsanlässen“ hinaus, insbesondere jene Kommunikations- und Lernstrategien zu fördern, die Schüler bei der Kommunikation mit anderen und beim Lernen einsetzen.

### Konstruktivismus statt Instruktivismus
Die Hinwendung von einer naiven „instruktivistischen“ zu einer „konstruktivistischen“ Position verändert die Funktion der Unterrichtenden: sie werden verstärkt als classroom managers und learning facilitators gesehen, die den Schülern Hilfen für ihre Wissenskonstruktion anbieten. Unterricht ist also keinesfalls überflüssig geworden. Allerdings wird seine Funktion jetzt anders gesehen. Auch wenn die Initiative zur Auseinandersetzung der Schüler mit sprachlichem Material nach wie vor größtenteils von den Lehrern ausgeht und diese mannigfache Hilfestellungen anbieten: entscheidend für den Lernprozess sind die rezeptiven und produktiven bzw. interaktiven Tätigkeiten der Schüler selbst (Stichwort: „Lernorientierung“). Dabei sind gerade die rezeptiven Aktivitäten des Hör- und Leseverstehens in den letzten Jahren erheblich aufgewertet worden.
Über die in den allgemeinen Prinzipien eines handlungsorientierten Unterrichts enthaltenen Merkmale hinaus gelten spezifisch für den Fremdsprachenunterricht:
- Förderung des Aufbaus eines intuitiven Sprachgefühls auf der Grundlage eigenaktiver Lernprozesse
- Förderung von focal attention (= Aufmerksamkeitslenkung auf spezifische Formen und Regularitäten)
- Förderung von Sprachbewusstheit (language awareness)
- Förderung der Entwicklung individueller Lernstrategien.

## Tasks/Aufgaben
Der Gemeinsame Europäische Referenzrahmen (GER) beschreibt hauptsächlich zwei Arten von Tasks: realitätsbezogene und didaktische kommunikative Aufgaben.
- Bei den realitätsbezogenen kommunikativen Aufgaben – auch genannt Zielaufgaben oder „Probeaufgaben“ (vom Englischen „rehearsal tasks“) – geht es um Aufgaben, die „auf der Basis der Bedürfnisse, die Lernende außerhalb des Klassenzimmers haben, ausgewählt“ (GER) werden. Es sind also Aufgaben, bei denen die Lernenden „fürs Leben“ lernen, sie lernen Aufgaben durchzuführen, die sie in der Zukunft möglicherweise werden bewältigen müssen.
- Didaktische Aufgaben „stehen nur in indirektem Zusammenhang mit 'realen' Aufgaben und Lernerbedürfnissen und zielen auf die Entwicklung einer kommunikativen Kompetenz“ (GER). Diese Art von Aufgaben bereitet also nicht direkt auf Aufgaben, die im Leben vorkommen können, sondern werden hauptsächlich den Lernenden angeboten, damit diese bestimmte sprachliche Kompetenzen entwickeln. So wird ein Text z. B. ein Rezept gelesen, um Lesekompetenz auszubauen. Im richtigen Leben würde man ein Rezept lesen, um Kochideen zu finden bzw. um das Rezept umzusetzen.
- Einige Didaktiker (z. B. Ollivier & Puren 2011) haben die Grenzen dieser Art von Aufgaben aufgezeigt und empfehlen zusätzlich zu den realitätsbezogenen und didaktischen Aufgaben auch Real-Life-Aufgaben anzubieten. Bei diesen geht es darum, dass die Lernenden in echte Kommunikationsprozesse involviert werden, die über die Lernergruppe hinausgeht. Dabei sollen sie lernen, in diversen sozialen Beziehungen zu verschiedenen Personen adäquat zu handeln. Das Web 2.0 bietet viele Websites, an denen die Lernenden teilnehmen können. So schreiben sie nicht nur für die Lehrenden, sondern für andere Internetnutzer, die oft auf die Beiträge antworten.

## Handlungsorientierung in folgenden Methoden

### Lernen durch Lehren
Lernen durch Lehren (LdL): Seit 1980 hat sich in allen Schultypen und allen Fächern, vor allem aber im Fremdsprachenunterricht die Methode Lernen durch Lehren etabliert, die eine Vertiefung und Intensivierung des Lernprozesses durch die Übernahme von Lehrfunktionen durch Schüler anstrebt. Im Handbuch des Französischunterrichts von A. Nieweler wird diese Methode als „eine radikale Form der Schüler- und Handlungsorientierung“ bezeichnet.
Wenn man sich auf die oben beschriebenen Merkmale der Handlungsorientierung stützt, so wird durch die Übertragung von Lehrfunktionen auf die Schüler in besonderem Maße erreicht:
- Herstellung einer Beziehung zum Gesprächspartner, denn die Interaktionen zwischen den Lernern zielen stets darauf ab, einen Lerngewinn zu erzielen;
- Übermittlung von Ideen, Emotionen, Erfahrungen, Kenntnissen und Wünschen;
- „Verhandlung“ persönlich relevanter Inhalte, denn die Interaktionen zielen darauf ab, die Lebenschancen der Partner durch den Erwerb relevanter Kompetenzen und Wissensbausteine zu erhöhen;
- Auslösung bestimmter Handlungsreaktionen beim Kommunikationspartner, denn es geht um den gemeinsamen Auf- und Ausbau von Wissen.

Während LdL als eigenständige Methode jedoch höchst erfolgreich ist, kann sie bei einem nur punktuellen und unsystematischen Einsatz – ohne vorherige Trainingsphasen mit der Klasse – ihr volles Potenzial kaum entfalten.